# Шорохова, Людмила Георгиевна
Людмила Георгиевна Шорохова (Ефремова) (16 мая 1938, Ижевск — 17 апреля 2015, [Омск]]) — советская и российская журналистка и культурный деятель, член Союза журналистов, отличник радио и телевидения, лауреат премии администрации Омской области «За заслуги в области культуры и искусства».

## Биография
Родилась в 1938 году Ижевске, Удмуртской АССР. Отец, политрук Иван Григорьевич (Георгиевич?) Дорофеев, рождённый 24.03.1914 в селе Останапиево, Юкаменской волости, Удмуртской АССР, был призван в 1941 году на фронт, где пропал без вести.
Позднее мать Людмилы Георгиевны, Александра Васильевна Порошина (2.11.1913 Малые Коршуны, Косолаповского района, Марийской АССР — 18.09.1990, Омск) повторно вышла замуж за Георгия Алексеевича Ефремова (1905—1966), но сохранила за собой девичью фамилию. Порошина заочно окончила исторический факультет Омского педагогического института, более 20 лет жизни посвятила партийной работе.
В шестидесятые, закончив обучение на факультете журналистики в Свердловске, Людмила уже жила с матерью в Омске, где познакомилась с будущим мужем — театральным критиком Валерием Васильевичем Шороховым (1930 г.р). В 1965 году, когда Людмила Шорохова уже пришла на телевидение, Порошина А. В. стала директором ООМУ Nº1 (БПОУ Омской области «Медицинский колледж»), где проработала до выхода на пенсию в 1969 году.
Людмила Шорохова всегда с нежностью отзывалась о своей матери. После смерти, и согласно её собственному желанию, Шорохова была похоронена рядом с матерью, на Старо-Северном мемориальном кладбище в Омске.

## Карьера

### Журналистика (1960—1965)
Людмила Шорохова окончила факультет журналистики Уральского государственного университета (Свердловск) в 1960 году. После окончания учёбы приехала в Омск, где и начала свою журналистскую деятельность в газете «Молодой сибиряк». Уже в 1962 году Людмила Шорохова стала членом Союза журналистов.

### Телевидение (1965—1998)
В 1965 году Шорохова пришла на телевидение и проработала там до 1998 года. Она 33 года возглавляла литературно-драматическую редакцию телевидения ГТРК «Иртыш».
Круг деятельности Людмилы Шороховой был более чем обширным: она работала корреспондентом, старшим редактором литературно-драматической редакции художественного вещания, главным редактором художественного вещания, обозревателем; выступала как театральный и художественный критик, рассказывала об омских художниках, актёрах, театральных постановках. Была автором и редактором более тысячи телепередач, посвященных культурным событиям в жизни региона: «Палитра», «Рампа», «Живое прошлое», «Мир книги», «Театр в гриме и без», «Театральные интервью», «Третий звонок», «Земляки», «Сокровища Русского музея».
В 1974 году ей было присвоено звание «Отличник радио и телевидения».

### Научная работа и музейная деятельность (1998—2015)
Профессиональная деятельность Людмилы Шороховой была связана с культурой и искусством на протяжении всей её жизни. В 1998 году она стала старшим научным сотрудником Городского музея «Искусство Омска», где провела важнейшую работу по организации архива музея. Музей «Искусство Омска» до сих пор хранит память о её работе: так в 2024 году Шорохова стала одним из героев выставки «НЕархивные истории» об известных омичах разных профессий и поколений.
С 2004 года и до последнего дня жизни Людмила Шорохова являлась старшим научным сотрудником Музея народного художника России Кондратия Петровича Белова.
Людмила Шорохова — автор многочисленных статей, опубликованных в омских искусствоведческих и научных сборниках. За время работы в музее К. П. Белова Шорохова подготовила к печати несколько каталогов о хранящихся в фондах произведениях живописи и графики, организовывала и курировала большое количество выставок омских художников и фотографов.
Одним из самых важных проектов этих лет Шорохова считала публикацию книги воспоминаний К. П. Белова «О моей жизни», вышедшей в свет в 2005 году, в год 105-летия со дня рождения художника. Людмила Георгиевна полностью подготовила текст к публикации, выступив составителем, литературным редактором, автором вступительной статьи и комментариев. Все документы и большинство фотографий, включённых в книгу, были опубликованы впервые.
Одно из последних появлении Людмилы Шороховой на телевидении также связано с музеем К. П. Белова. Она прокомментировала некоторые работы «патриарха сибирской живописи» в репортаже Новости культуры (эфир 24.03.2015), посвящённом юбилейной выставке «Художник на все времена».

## Награды и звания
В 1962 году Людмила Шорохова стала членом Союза журналистов России.
В 1974 году Людмиле Шороховой было присвоено звание «Отличник радио и телевидения».
В 1981 году Людмиле Шороховой была вручена медаль «За трудовое отличие».
В 1997 году Людмила Шорохова стала лауреатом премии администрации Омской области «За заслуги в области культуры и искусства».
В 2005 году Людмила Шорохова была награждена памятной медалью «К 100-летию со дня рождения М. А. Шолохова»
Людмила Шорохова также заслужила звание «Ветеран труда» и была награждена премией имени М. А. Врубеля и премией им. И. Д. Фадеева.